# Nempont-Saint-Firmin
Nempont-Saint-Firmin település Franciaországban, Pas-de-Calais megyében. Lakosainak száma 200 fő (2022. január 1.). Nempont-Saint-Firmin Lépine, Roussent, Tigny-Noyelle és Nampont községekkel határos.

## Népesség
A település népességének változása:
| Lakosok száma | 174  | 187  | 195  | 198  | 200  | 203  | 202  | 201  | 200  |
|               | 2013 | 2015 | 2016 | 2017 | 2018 | 2019 | 2020 | 2021 | 2022 |